# Maurice Druon

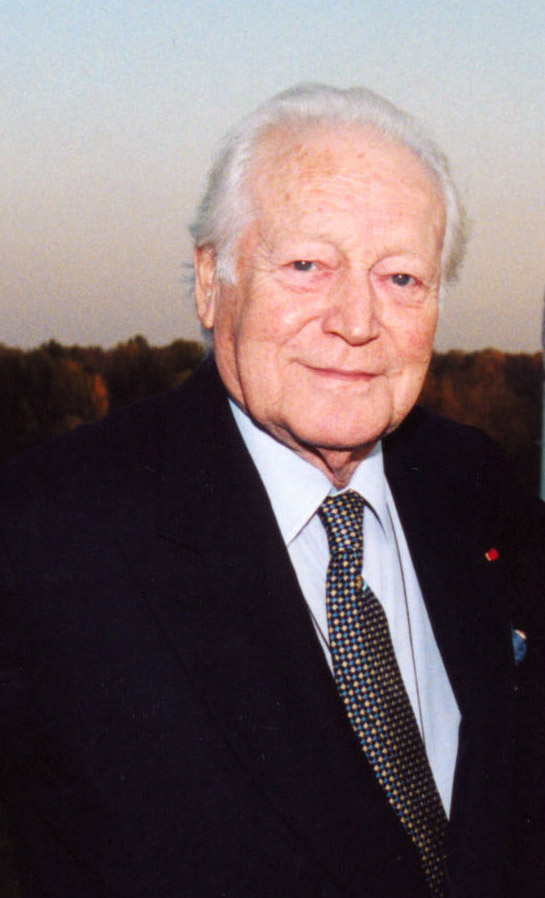
Maurice Druon (2003)

Maurice Druon de Reyniac (* 23. April 1918 in Paris; † 14. April 2009 ebenda) war ein französischer Schriftsteller, Dramaturg und Politiker. Er schrieb vorwiegend historische Romane. Er war vor allem dadurch berühmt, dass er den Chant des Partisans mitgedichtet haben soll.

## Leben
Druon wurde 1918 als Sohn des aus russisch-jüdischer Familie stammenden Sociétaire de la Comédie-Française, Lazare Kessel (1899–1920) geboren. Er ist ein Neffe des Schriftstellers Joseph Kessel. Sein Vater beging 1920 noch vor Anerkennung der Vaterschaft Selbstmord. Im Alter von 7 Jahren wurde Maurice von seinem Stiefvater, dem Notar René Druon, adoptiert. Mit 18 Jahren begann er, für Zeitungen und Zeitschriften zu schreiben, als 21-Jähriger veröffentlichte er sein erstes Theaterstück. Im Jahre 1948 erhielt er für seinen Roman „Die großen Familien“ den Prix Goncourt.
Von 1973 bis 1974 war er französischer Minister für Kultur, von 1978 bis 1981 Abgeordneter in der französischen Nationalversammlung (RPR) und von 1979 bis 1980 Mitglied des Europäischen Parlaments. Er war Mitglied und ständiger Sekretär der Académie française, bekleidete zahlreiche Ehrenämter und erhielt viele hohe Auszeichnungen. In Frankreich war er vor allem durch seinen Kampf für die Reinheit der französischen Sprache bekannt.
Maurice Druon starb wenige Tage vor Vollendung seines 91. Lebensjahres in seinem Pariser Domizil.

## Ehrungen und Auszeichnungen
- 1966: Mitglied der Académie Française (secretaire perpétuel von 1985 bis 1999)
- 1999: Großoffizier des Sterns von Rumänien
- 2001: Großkreuz der Ehrenlegion[4]
- Kommandeur des Ordre des Arts et des Lettres
- Médaille de la France libre
- Knight Commander des Order of the British Empire
- Großoffizier des Verdienstordens Pro Merito Melitensi des Malteserordens
- Ehrendoktor der University of Toronto, der Boston University und der Universität Tirana

Literaturpreise
- 1948: Prix Goncourt für Les Grandes Familles
- 1966: Literaturpreis der Fondation Prince Pierre de Monaco für sein Gesamtwerk
- 1998: Prix Saint-Simon für Circonstances
- 2000: Prix Agrippa d'Aubigné für Le Bon français

## Werkauswahl
- 1946: La dernière brigade, deutsch 1978
- 1948–1951: Les grandes Familles, dreiteiliger Roman:
  - 1948: Teil 1 – Les Grandes Familles, deutsch Die großen Familien (1961)
  - 1950: Teil 2 – La chute des corps, deutsch Der Sturz der Leiber (1961)
  - 1951: Teil 3 – Rendez-vous aux Enfers, deutsch Rendezvous in der Hölle (1961)
- 1954: La Volupté d'être, deutsch Die Contessa (1963), früher bei Verl. d. Europäischen Bücherei (1954): Und ist doch längst dahin
- 1956:  L'hôtel de Mondez, deutsch Das Haus de Mondez (1962) Erzählung
- 1955–1977: Les rois maudits, deutsch Die unseligen Könige, siebenteiliger Roman (die deutsche Neuauflage fasst die sieben Teile in drei Bänden mit den Titeln Der Fluch aus den Flammen, Das Gift der Krone, und Lilie und Löwe zusammen):
  - 1955: Teil 1 – Le Roi de fer, deutsch Der Fluch aus den Flammen (1962)
  - 1955: Teil 2 – La Reine étranglée, deutsch Der Mord an der Königin (1963)
  - 1956: Teil 3 – Les Poisons de la Couronne, deutsch Das Gift der Krone, früher bei rororo (1963): Das Schicksal der Schwachen
  - 1957: Teil 4 – La Loi des mâles, deutsch alte rororo Ausgabe: Die Macht des Gesetzes (1964)
  - 1959: Teil 5 – La Louve de France, deutsch Die Wölfin von Frankreich, 1960
  - 1960: Teil 6 – Le Lis et le Lion, deutsch Lilie und Löwe, früher enthalten in: Die Wölfin von Frankreich, 1960
  - 1977: Teil 7 – Quand un roi perd la France deutsch Ein König verliert sein Land

- 1957: Tistou les pouces verts, deutsch Tistou mit den grünen Daumen (1972), Jugendroman
- 1958: Alexandre le Grand, deutsch Alexander – Eroberer der Welt, Roman
- 1962: Des seigneurs de la plaine à l'hôtel de Mondez, deutsch Das Haus de Mondez, Novellen
- 1967: Le bonheur des uns, Novellen
- 1967: Les mémoires de Zeus,  dt. 1969 Die Memoiren des Herrn Zeus, Roman
- 1968: L'Avenir en désarroi, Essay
- 2000: La France aux ordres d'un cadavre, Essay (Die These des Verfassers ist: Frankreich lebt auch im Jahr 2000 noch nach den 1947 von der kommunistisch geprägten Résistance geschaffenen Strukturen. Das gelte insbesondere für das Unterrichtswesen, zu dem er formuliert: "L'enseignement français est devenu une fabrique de sous-équipés mentaux", deutsch etwa: Das französische Unterrichtswesen fabriziert geistig Unterbemittelte)[5]

### Sprachpuristische Schriften
- 1994: Lettre aux Français sur leur langue et leur âme, Paris
- 1999: Le bon français, Monaco
- 1999: Discours sur l'état de la langue. Séance publique annuelle [...] 2 décembre 1999, Paris (Akademierede)
- 2003: Le Franc-parler 2002–2003, Monaco

## Verfilmungen (Auswahl)
Literarische Vorlage 
- 1958: Die großen Familien (Les grandes familles)
- 1975: Nina
- 1989: Erlesene Kreise (Les grandes familles)

Drehbuch
- 1959: Ein Herr ohne Kleingeld (Le Baron de l’Ecluse)